# Molacillos
Molacillos è un comune spagnolo di 281 abitanti situato nella comunità autonoma di Castiglia e León.